# Lauren Groff
Pour les articles homonymes, voir Groff.
Œuvres principales
- Les Furies

Lauren Groff, née le 23 juillet 1978 à Cooperstown dans l'État de New York, est une écrivaine américaine.

## Biographie
Lauren Groff passe son enfance et son adolescence dans sa ville natale. Pour ses études supérieures, elle s'installe au Massachusetts et obtient un premier diplôme du Amherst College. Elle s'inscrit ensuite à l'université du Wisconsin à Madison où elle termine un « master of Fine Arts » spécialisé en fiction.
Son premier roman, intitulé Les Monstres de Templeton (The Monsters of Templeton), paraît en 2008 et s'inscrit sur la New York Times Best Seller list. Lauren Groff y évoque l'écrivain James Fenimore Cooper et la ville de Templeton, ancien nom de Cooperstown.
Elle fait également paraître de nombreuses nouvelles dans divers magazines, dont The New Yorker et The Atlantic Monthly.
Pour son roman Les Furies (Fates and Furies), paru en 2015, Lauren Groff reçoit un courrier officiel de Barack Obama estimant qu'il s'agit de « l'un des livres plus intéressants qu'il ait lu cette année » (2015).
Son recueil de nouvelles Floride, sorti en 2018, est sélectionné pour le National Book Award.
Lauren Groff a été nommée parmi les 100 personnes les plus influentes en 2024 par Time Magazine, dans la catégorie artiste.

## Œuvre

### Romans
- Les Monstres de Templeton, Plon, 2008 ((en) The Monsters of Templeton, Hyperion, 2008), trad. Carine Chichereau, 444 p.  (ISBN 978-2-259-20743-0)
- Arcadia, Plon, 2012 ((en) Arcadia, Thorndike Press, 2012), trad. Carine Chichereau, 336 p.  (ISBN 978-2-259-21066-9)
- Les Furies, L'Olivier, 2017 ((en) Fates and Furies, Riverhead Books, 2015), trad. Carine Chichereau, 432 p.  (ISBN 978-2-823-60945-5)
- Matrix, L'Olivier, 2023 ((en) Matrix, William Heinemann, 2021), trad. Carine Chichereau, 304 p.  (ISBN 978-2-823-61833-4)
- Les terres indomptées, L'Olivier, 2025 (The Vaster Wilds, Riverhead Books, 2023), trad. Carine Chichereau, 272 p.

### Recueil de nouvelles
- Fugues, Plon, 2010 ((en) Delicate Edible Birds, Hyperion, 2009), trad. Carine Chichereau, 288 p.  (ISBN 978-2-259-21065-2)
- Floride, L'Olivier, 2019 ((en) Florida, Riverhead Books, 2018), trad. Carine Chichereau, 304 p.  (ISBN 978-2-823-61367-4)